# گاروا (برزیل)
گاروا (به پرتغالی: Garuva) یک منطقهٔ مسکونی در برزیل است که در سانتا کاتارینا واقع شده‌است. گاروا ۱۸٬۴۸۴ نفر جمعیت دارد.